# Epîngeac
Numele de ,,Epîngeac” este un nume românesc cu origini oltenești, mai exact din zona satului Tunarii Vechi, Poiana Mare, Dolj. Sunt înregistrate in jur de 55 de persoane care poartă acest nume, majoritatea aflându-se în Romania. Deși acest nume nu este definit cu o anumită semnificație, acesta poate da tente de regionalism. Datează din secolele XVIII-XIX, reprezentând o disnastie de persoane importante pe partea de comerț, afaceri si servicii în zona de proveniență. Una dintre cele mai cunoscute persoane ce poartă acest nume deosebit de rar este Alina Epîngeac, critic de teatru si teatrolog. Aceasta a absolvit Universitatea Națională de Artă Teatrală și Cinematografică „I.L. Caragiale“ București, Licență – Teatrologie – Management Cultural și Jurnalism Teatral (2010) și Master – Teatrologie – Management și Marketing Cultural (2012). În prezent, este lector universitar doctor al Departamentul de Studii Teatrale la UNATC „I.L. Caragiale” București. O altă persoană cunoscută cu numele de Epîngeac este Gheorghe Epîngeac, alături de soția sa, Tudora Epîngeac. Cei doi soți, sunt foști învățători la Scoala Primară din satul Tunarii Noi, stimați de toți ai locului. 
Cu informații extrase din Arhivele Naționale ale României – Serviciul Județean Dolj, numele Epîngeac a fost schimbat de mai multe ori de-a lungul secolelor din cauza greșelilor de scriere, din Epângeac, în Epîngeac, și pana la Epingeac. Chiar dacă aceste nume sunt diferite, ele semnifica aceeași descendență a numelui.